# Charlie Adam
Charles Graham Adam (Dundee, Escocia, 10 de diciembre de 1985), más conocido como Charlie Adam, es un exfutbolista y entrenador escocés que jugaba como centrocampista. Está sin equipo tras dejar el Fleetwood Town F. C. inglés en diciembre de 2024.
Su padre, Charles Adam, fue un futbolista que militó en varios clubes escoceses durante los años 80 y 90. Además, su hermano menor, Grant Adam, también fue futbolista y jugaba como guardameta.
Antes de unirse a las categorías juveniles del Rangers FC, Charlie formó parte del equipo juvenil del Dundee FC entre 1999 y 2003. Siendo un producto de la cantera del Rangers, Charlie pasó la mayor parte de su carrera cedido en otros equipos. Mientras estuvo cedido en el Saint Mirren durante la temporada 2005-06, Charlie formó parte del equipo que consiguió la Scottish Challenge Cup y el título de Primera División de Escocia, jugando más de 30 partidos con «los Saints». Luego de haber regresado al Rangers al finalizar la temporada, Charlie logró afianzarse en el equipo bajo las órdenes de entrenadores como Paul Le Guen y Walter Smith. Charlie también formó parte del equipo del Rangers que llegó a la final de la Copa de la UEFA en 2008.
Después de caer en desgracia con el Rangers durante la temporada 2008-09, Charlie fue cedido a un equipo de la Football League Championship de Inglaterra, el Blackpool FC. Luego, la cesión se volvió permanente al comienzo de la temporada 2009-10 y Charlie se convirtió en parte integral del Blackpool, ya que capitaneó al equipo a conseguir el ascenso a la Premier League con una victoria sobre el Cardiff City en la final de la eliminatoria por el ascenso. Charlie impresionó en su primera temporada en la Premier League, siendo reconocido con una nominación al Premio PFA al Jugador del Año en abril de 2011. También hubo varios equipos importantes interesados en su contratación, siendo finalmente traspasado al Liverpool FC en julio de 2011.
Con la selección de Escocia, Charlie ha sido internacional en 26 ocasiones, aunque no ha marcado un solo gol.

## Trayectoria

### Rangers FC
Charlie se unió al Rangers FC el 23 de enero de 2003, debutando con este equipo en un encuentro ante el Livingston FC el 14 de abril de 2004, mientras que su debut como titular sería el 16 de mayo de 2004 ante el Dunfermline Athletic. Charlie jugó esporádicamente a partir de entonces, pero no logró encontrar la regularidad en el equipo sino hasta la llegada del entrenador Paul Le Guen.
Charlie disputó solamente un partido con el Rangers al comienzo de la temporada 2004-05, sólo para luego ser cedido al Ross County durante el resto de la temporada. Durante su cesión, Charlie disputó 14 partidos, anotando en dos ocasiones, ante el Raith Rovers y ante el Saint Mirren. También disputó la final de la Scottish Challenge Cup en 2004 ante el Falkirk FC, donde el County fue derrotado por 2-1. Luego de haber regresado al Rangers, Charlie solamente pudo disputar el primer partido de la temporada antes de ser cedido al Saint Mirren durante la temporada 2005-06. Durante su tiempo en Paisley, Charlie nuevamente logró llegar a otra final de Challenge Cup en 2005, pero esta vez su equipo se consagró campeón con una victoria por 2-1 sobre el Hamilton Academical. También logró conseguir el título de Primera División de Escocia en mayo de 2006. En total, Charlie disputó 37 partidos y anotó 9 goles durante su préstamo con el Saint Mirren.
Luego de jugar con el Rangers durante la pretemporada por Sudáfrica en julio de 2006, en donde anotó un hat-trick ante el Jomo Select, Charlie comenzó bien la temporada 2006-07, siendo titular en el primer encuentro ante el Motherwell FC. Charlie continuó disputando partidos mientras avanzaba la temporada, anotando su primer gol con el Rangers en la Copa de la UEFA ante el Livorno Calcio el 19 de octubre de 2006. Este fue uno de los 14 goles que Charlie anotó durante esa temporada, incluyendo goles ante el Hapoel Tel-Aviv y ante el Maccabi Haifa, ambos de Israel, además de un gol de tiro libre en el clásico ante el Celtic FC en la recta final de la campaña. El 16 de abril de 2007, luego de finalizar su primera temporada completa con el Rangers, Charlie fue elegido por los aficionados como el Mejor Jugador Joven de la temporada. Sin embargo, para la siguiente temporada, Charlie bajaría drásticamente su productividad, ya que solamente logró anotar 4 goles, de los cuales dos fueron ante el VfB Stuttgart en la Liga de Campeones, mientras que los otros dos fueron ante el Aberdeen FC en la liga. En contraste con los 42 partidos que disputó la temporada pasada, Charlie pudo disputar solamente 32 partidos esta campaña.

### Blackpool FC

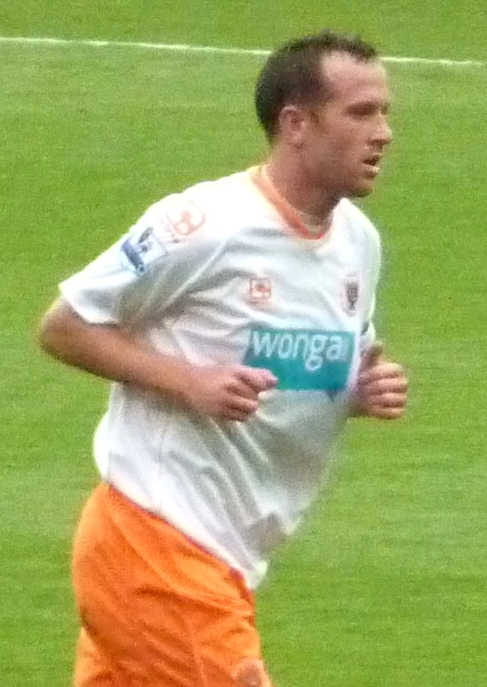
Charlie Adam con el Blackpool FC.

Luego de disputar solamente 9 partidos con el Rangers durante la temporada 2008-09, Charlie fue cedido al Blackpool FC de la Football League Championship de Inglaterra hasta el final de la temporada. Cinco días después, en su debut con el Blackpool en un encuentro ante el Doncaster Rovers, Charlie fue expulsado al minuto 77 y finalmente el Doncaster se llevaría la victoria por 3-2.
El 25 de febrero, luego de cumplir una suspensión de tres partidos, Charlie anotó un doblete con las reservas del Blackpool en la victoria por 4-2 sobre el Accrington Stanley, incluyendo un gol desde la línea de media cancha. Charlie anotó su primer gol con el Blackpool el 7 de marzo de 2009 en la victoria por 2-0 sobre el Norwich City. Dos días después, Charlie fue incluido en el Equipo de la Semana de la Football League Championship. Su segundo gol con el Blackpool sería el 11 de abril de 2009 en el derbi del oeste de Lancashire ante el Preston North End, anotando el único gol del encuentro en la victoria de su equipo por 1-0. El entonces entrenador interino del Blackpool, Tony Parkes, admitió que estaba interesado en contratar a Charlie permanentemente, diciendo: "He hablado con el secretario del club y estaremos en contacto con el Rangers para ver si podemos llegar a un acuerdo por Charlie."
Luego de 13 partidos disputados y 2 goles anotados con el Blackpool, Charlie regresó al Rangers. Sin embargo, el 6 de julio de 2009, el Rangers confirmó que habían aceptado una oferta de £500.000 del Blackpool por Charlie y que estaba listo para firmar con «los Seasiders», aunque aún faltaban arreglar algunos términos contractuales. El entrenador del Blackpool, Ian Holloway, confirmó que se había llegado a un acuerdo con el club escocés, pero subrayó que las conversaciones con Charlie tomarían lugar hasta el 9 de julio una vez que él hablara con su entrenador Walter Smith. Cuatro semanas después, el 2 de agosto de 2009, con Charlie aun siendo jugador del Rangers y habiendo viajado a Alemania para la pretemporada del equipo, Smith confirmó que Charlie estaba en pláticas con el Blackpool, diciendo: "Charlie está en pláticas con el Blackpool en este momento. Los clubes han acordado el monto y sólo depende de Charlie y su representante." Al día siguiente, el tabloide inglés Daily Mail reveló que Charlie había firmado un contrato de 3 años con el Blackpool, con opción a extenderlo por 12 meses más.
El 4 de agosto de 2009, Charlie firmó un contrato de 3 años con el Blackpool, el cual pagó al Rangers unos £500.000, siendo el fichaje más caro en la historia del club. Horas después de haber firmado, Charlie participó en la victoria por 2-1 sobre el Everton FC en la pretemporada. Luego, cuatro días después, Charlie disputó su primer partido como jugador permanente del Blackpool ante el Queens Park Rangers en Loftus Road, aunque ambos equipos empataron a 1-1. También anotó su primer gol el 26 de agosto de 2009 en la victoria por 4-1 sobre el Wigan Athletic en la Football League Cup. Charlie anotaría dos goles en los dos siguientes encuentros ante el Coventry City y ante el Leicester City, antes de anotar el gol que le dio la victoria al Blackpool por 1-0 sobre el Nottingham Forest el 19 de septiembre de 2009.

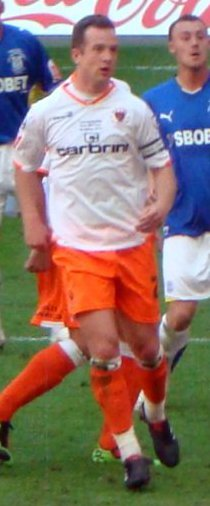
Charlie Adam durante un encuentro ante el Cardiff City el 22 de mayo de 2010.

En enero de 2010, Adam fue elegido como el Mejor Jugador del Mes, así como haber sido ganador del Premio PFA al Jugador del Mes Elegido por la Afición, ambos luego de haber anotado 4 goles en 5 partidos durante el mes, los cuales fueron ante el Cardiff City, ante el Queens Park Rangers, ante el Sheffield Wednesday y ante el Watford FC. Debido a su buen desempeño en la victoria por 3-2 sobre el Watford, Charlie fue incluido en el Equipo de la Semana por segunda vez en su carrera, junto a su compañero de equipo Neil Eardley.
El 27 de marzo de 2010, Charlie anotó un gol en la victoria por 2-0 sobre el Plymouth Argyle, el cual fue su partido #50 en la liga con el Blackpool. Sólo un mes después, Charlie fue incluido en el Equipo del Año de la Football League Championship. Luego, el 8 de mayo, Charlie anotó un penal en la victoria por 2-1 sobre el Nottingham en las semifinales de los play-offs de la Football League Championship. En la final ante el Cardiff el 22 de mayo, Charlie anotó un gol de tiro libre desde una distancia de 23 metros, ayudando al Blackpool a llevarse la victoria por 3-2 en el Estadio de Wembley y asegurando el ascenso a la Premier League.
Charlie debutó en la Premier League el 14 de agosto de 2010 en la victoria por 4-0 sobre el Wigan, mientras que su primer gol fue el 11 de septiembre de 2010 en la victoria por 2-0 sobre el Newcastle United. Su desempeño ante el Newcastle fue tal que fue incluido en el Equipo de la Semana de la Premier League, junto a jugadores como Michael Essien y Cesc Fàbregas. Luego, el 3 de octubre de 2010, Charlie anotó un gol en la victoria por 2-1 sobre el Liverpool FC, siendo incluido nuevamente en el Equipo de la Semana, al igual que su compañero Luke Varney.
El 1 de noviembre de 2010, Charlie se sobrepuso a su belonefobia para poder disputar un encuentro ante el West Bromwich Albion, en donde Charlie incluso contribuyó con una anotación, ayudando a su equipo a llevarse la victoria por 2-1. Luego, el 2 de febrero de 2011, Charlie anotó un gol olímpico ante el West Ham United, aunque su equipo fue derrotado por 3-1. También anotó un doblete el 19 de marzo de 2011 en el empate a 2-2 frente al Blackburn Rovers.
En los últimos tres partidos de la temporada ante el Tottenham Hotspur, ante el Bolton Wanderers y ante el Manchester United, Charlie anotó un gol ante cada uno de los tres equipos. En el encuentro ante el Manchester el 22 de mayo de 2011, Charlie logró empatar el marcador a 1-1 al minuto 40 con un gol de tiro libre desde una distancia de 23 metros, aunque finalmente el United se llevaría la victoria por 4-2 y el Blackpool regresaría a la Championship. Tres días después, el Blackpool haría válida la cláusula de su contrato, extendiéndolo por un años más. Su primera temporada en la Premier League fue tal que Charlie fue uno de los siete nominados al Premio PFA al Jugador del Año, aunque el ganador sería Gareth Bale.

### Liverpool FC

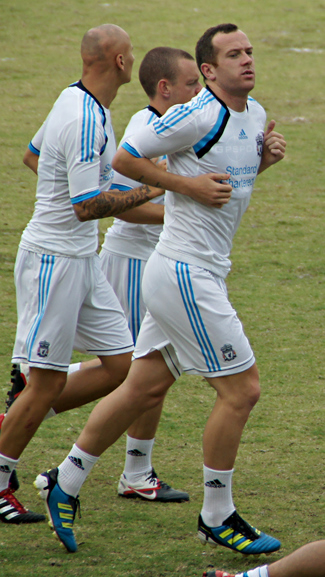
Adam con el Liverpool en 2011.

El 22 de enero de 2011, El Liverpool ofreció £4,5 millones por Charlie, pero tal oferta fue rechazada, ya que Ian Holloway la consideró como "vergonzosa". Dos días después, Charlie le pidió al Blackpool que le permitieran marcharse al Liverpool, lo cual también fue rechazado. Luego, el 29 de junio de 2011, el Liverpool regresó con una oferta más alta, ahora de £6,5 millones, la cual no fue aceptada debido a que el Blackpool pedía £12 millones como mínimo. Sin embargo, el 6 de julio de 2011, el Liverpool llegó a un acuerdo con el Blackpool por la contratación de Charlie, al haber acordado un monto de £9 millones. Al día siguiente, Charlie completó su traspaso, firmando un contrato de 5 años. Su debut con el Liverpool sería el 13 de julio de 2011 en un encuentro amistoso frente al Guangdong Sunray Cave de China, en donde su equipo se llevó la victoria por 4-3, mientras que su primer gol sería mediante un penalti en la victoria por 6-3 del Liverpool sobre el Malasia XI tres días después. Su debut oficial con el Liverpool en la Premier League sería el 13 de agosto de 2011 frente al Sunderland AFC, en donde dio una asistencia de gol a Luis Suárez para la primera anotación del equipo, aunque al final el encuentro terminó en un empate a 1-1. También hizo su debut en la Football League Cup el 24 de agosto de 2011 frente al Exeter City, en donde el Liverpool se llevó la victoria por 3-1. Tres días después, Charlie marcó su primer gol oficial con el Liverpool en la victoria por 3-1 sobre el Bolton Wanderers.

## Selección nacional

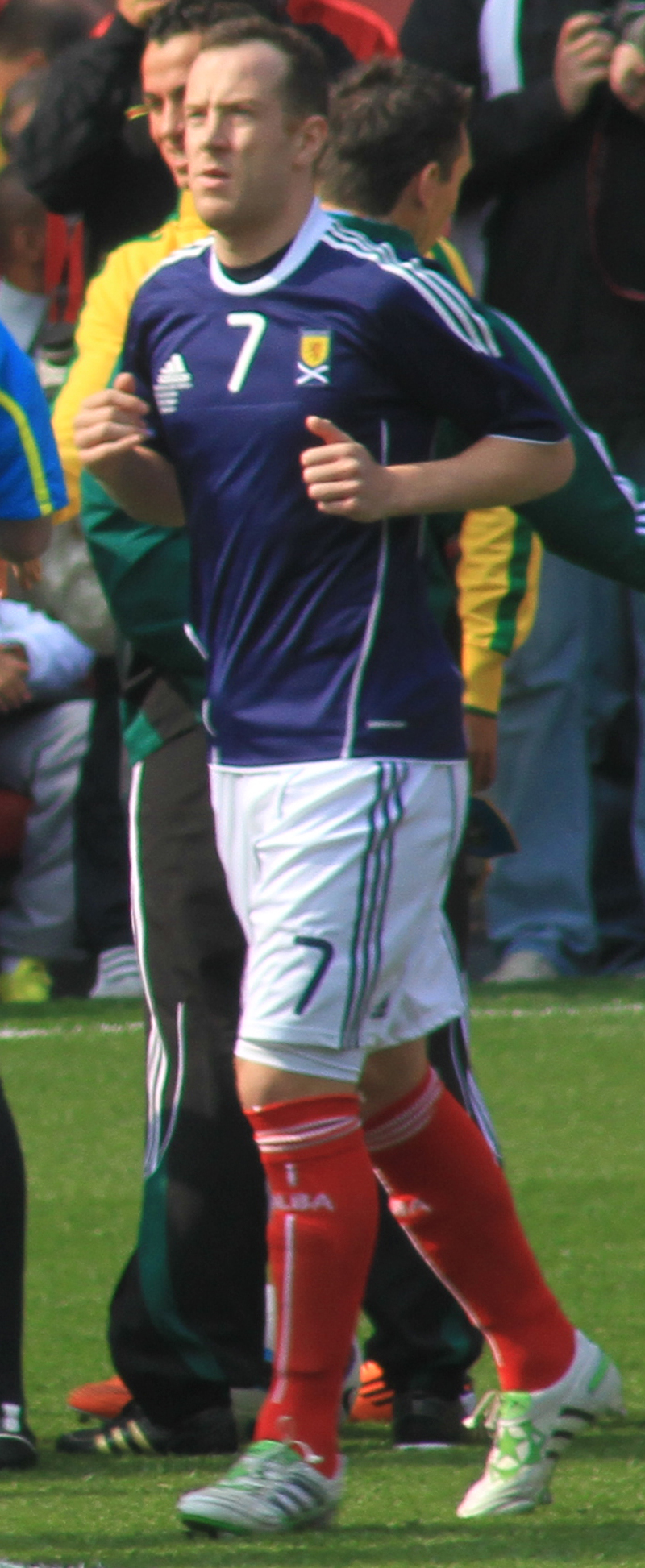
Charlie Adam con la durante un encuentro amistoso frente a en marzo de 2011.

Gracias al entrenador Alex McLeish, Charlie fue convocado por primera vez a la selección de Escocia el 11 de mayo de 2007 para un encuentro amistoso ante Austria y para un encuentro de clasificación para la Eurocopa 2008 ante las Islas Feroe. En el encuentro ante Austria, Charlie debutó el 30 de mayo de 2007, al haber entrado de cambio en el minuto 66 por Shaun Maloney en la victoria de los escoceses por 1-0. Siete días después, en el encuentro ante las Islas Feroe, Charlie entró de cambio al minuto 77 nuevamente por Maloney en otra victoria de Escocia, ahora por 2-0.
Luego de dos años de no haber sido convocado a la selección, el entrenador George Burley lo llamó para un encuentro amistoso ante Japón el 10 de octubre de 2009 y, aunque los japoneses se llevaron la victoria por 2-0, Charlie pudo disputar el encuentro como titular, siendo sustituido al minuto 67 por Don Cowie. Sin embargo, Charlie no lograría encontrar la regularidad en la selección sino hasta mediados de 2010, ya que logró disputar 4 encuentros amistosos y un encuentro de clasificación para la Eurocopa 2012 ante España. Luego, a principios de 2011, Charlie fue convocado a la edición inaugural de la Copa de Naciones entre Escocia, Irlanda, Gales e Irlanda del Norte, disputando los 3 partidos, aunque su selección quedaría en el segundo lugar del cuadrangular.

## Clubes

### Como jugador
| Club                        | País       | Año       |
| --------------------------- | ---------- | --------- |
| Rangers F. C.               | Escocia    | 2003-2009 |
| Ross County F. C. (cedido)  | Escocia    | 2004-2005 |
| Saint Mirren F. C. (cedido) | Escocia    | 2005-2006 |
| Blackpool F. C.             | Inglaterra | 2009-2011 |
| Liverpool F. C.             | Inglaterra | 2011-2012 |
| Stoke City F. C.            | Inglaterra | 2012-2019 |
| Reading F. C.               | Inglaterra | 2019-2020 |
| Dundee F. C.                | Escocia    | 2020-2022 |

### Como entrenador
| Club                 | País       | Año       |
| -------------------- | ---------- | --------- |
| Fleetwood Town F. C. | Inglaterra | 2023-2024 |

## Palmarés

### Campeonatos nacionales
| Título                      | Club               | País       | Año  |
| --------------------------- | ------------------ | ---------- | ---- |
| Scottish Challenge Cup      | Saint Mirren F. C. | Escocia    | 2005 |
| Primera División de Escocia | Saint Mirren F. C. | Escocia    | 2006 |
| Copa de la Liga             | Liverpool F. C.    | Inglaterra | 2012 |

### Distinciones individuales
| Distinción                                                       | Año  |
| ---------------------------------------------------------------- | ---- |
| Mejor Jugador Joven del Rangers F. C.                            | 2007 |
| Incluido en el Equipo del Año de la Football League Championship | 2010 |